# Surachai Jaturapattarapong
Surachai Jaturapattarapong ou สุรชัย จตุรภัทรพงษ์ en thaï (surnommé « Nguan »), né le 20 novembre 1969 à Bangkok, est un footballeur thaïlandais désormais entraîneur. 

## Biographie

### International
Il participe à la Coupe d'Asie 1992, à la Coupe d'Asie 1996 et à la Coupe d'Asie 2000 avec la Thaïlande.

## Palmarès

### En club
- Thai Farmers Bank :
  - Vainqueur de la Ligue des champions de l'AFC en 1994 et 1995.
  - Vainqueur de la Coupe afro-asiatique en 1994.
  - Champion de Thaïlande en 1992, 1993 et 1995.
  - Vainqueur de la Coupe de la Reine en 1994, 1995, 1996 et 1997.

- Home United :
  - Champion de Singapour en 2003.
  - Vainqueur de la Coupe de Singapour en 2003 et 2005.

## Statistiques

### Buts en sélection
Le tableau suivant liste les résultats de tous les buts inscrits par Surachai Jaturapattarapong avec l'équipe de Thaïlande.